# Andromeda (banda)
Andromeda é uma banda de metal progressivo da Suécia, formada em 1999.

A primeira formação era composta por Johan (guitarra), Thomas (bateria), Martin (teclado) e Gert Daun (baixo). Essa formação registrou o primeiro álbum, Extension of the Wish, com o vocalista convidado Lawrence Mackrory.
 Extension of the Wish foi relançado em 2004 com o vocalista David Fremberg.
Em 2001 a banda dividiu o palco com o Evergrey, e em 2003 foi lançado o segundo álbum, II=I (Two Is One).

## Integrantes
- Johan Reinholdz - guitarra
- David Fremberg - vocal
- Thomas Lejon - bateria
- Martin Hedin - teclado
- Fabian Gustavsson - baixo

### Ex-Integrantes
- Lawrence Mackrory - vocal
- Gert Daun - baixo
- Jakob Tanentsapf - baixo

## Discografia
Álbuns de estúdio
- Extension of the Wish (2001)
- II=I (Two Is One) (2003)
- Chimera (2006)
- The Immunity Zone (2008)
- Manifest Tyranny (2011)

Álbum ao vivo
- Live in Vietnam (2016)

Relançamento
- Extension of the Wish – Final Extension (2004)

EP
- Crash Course (2013)

## Videografia
- Playing Off the Board (2007)